# Representação de Schrödinger
Na mecânica quântica, uma função de estado é uma combinação linear (uma superposição) de valor próprio. Numa Representação de Schrödinger, o estado de um sistema evolui com o tempo, onde a evolução para um sistema quântico fechado é provocada por operador unitário chamado de operador da evolução temporal. Isto difere de uma Representação de Heisenberg onde os estados são constantes enquanto os observáveis evoluem com o tempo. As estatísticas de medição são as mesmas em ambas as representações.

## O operador de evolução temporal

### Definição
O operador de evolução temporal U(t,t0) é definido como:
{\displaystyle |\psi (t)\rangle =U(t,t_{0})|\psi (t_{0})\rangle }
Isto é, quando este operador está agindo no estado "ket" em t0 no dá o estado "ket" em um tempo t. Para "bras", nós temos:
{\displaystyle \langle \psi (t)|=\langle \psi (t_{0})|U^{\dagger }(t,t_{0})}

### Propriedades

#### Primeira propriedade
A operador da evolução temporal deve ser unitário. Isto é necessário porque nós precisamos que a norma do estado "ket" não mude com o tempo. Isto é,
{\displaystyle \langle \psi (t)|\psi (t)\rangle =\langle \psi (t_{0})|U^{\dagger }(t,t_{0})U(t,t_{0})|\psi (t_{0})\rangle =\langle \psi (t_{0})|\psi (t_{0})\rangle }
Em consequência disto,
{\displaystyle U^{\dagger }(t,t_{0})U(t,t_{0})=I(U(t,t_{0})).}

#### Segunda propriedade
Distintamente U(t0,t0) = I, a função identidade. Como:
{\displaystyle |\psi (t_{0})\rangle =U(t_{0},t_{0})|\psi (t_{0})\rangle }

#### Terceira propriedade
A evolução temporal de t0 para t pode ser vista como a evolução temporal de t0 para um tempo t1 indeterminado e de t1 para o tempo final t. Então conclui-se:
{\displaystyle U(t,t_{0})=U(t,t_{1})U(t_{1},t_{0})\!}

### Equação diferencialpara o operador da evolução temporal
Se dermos, por convenção, o índice t0 no operador da evolução temporal de forma que t0 = 0 e escrevermos isto com U(t). A Equação de Schrödinger pode ser re-escrita da seguinte forma:
{\displaystyle i\hbar {d \over dt}U(t)|\psi _{e}(0)\rangle =HU(t)|\psi _{e}(0)\rangle }
Onde H é o Hamiltoniano para o sistema. Como {\displaystyle |\psi (0)\rangle } é uma constante de ket (o estado ket é da forma t = 0), nós vemos que o operador da evolução temporal obedece a Equação de Schrödinger:
{\displaystyle i\hbar {d \over dt}U(t)=HU(t)}
Se o hamiltoniano independe do tempo, a solução da equação acima será:
{\displaystyle U(t)=e^{-iHt/\hbar }.}
Onde nós também usamos o facto que t = 0,  U(t) precisa reduzir para a função identidade. Assim obteremos:
{\displaystyle |\psi (t)\rangle =e^{-iHt/\hbar }|\psi (0)\rangle \,.}
Perceba que {\displaystyle |\psi (0)\rangle } é um ket arbitrário. Apesar de que, se o ket inicial é um valor próprio do hamiltoniano, com o valor próprio E, nós temos:
{\displaystyle |\psi (t)\rangle =e^{-iEt/\hbar }|\psi (0)\rangle \,.}
Assim, vemos que os valores próprios do hamiltoniano são estados estacionários, eles apenas escolhem um fator de fase global já que eles evoluem com o tempo. Se o hamiltoniano é dependente do tempo, mas os hamiltonianos de diferentes tempo comutam, então o operador da evolução temporal pode ser escrito da forma:
{\displaystyle U(t)=\exp \left({-{\frac {i}{\hbar }}\int _{0}^{t}H(t^{'})\,dt^{'}}\right)\,.}
Uma alternativa para a Representação de Schrödinger é trocar para uma rotação de referências de quadros, que seja rotacionada pelo propagador do movimento. Desde que a rotação ondulatória seja agora assumida pelo próprio referencial, uma função de estados não perturbados surge para ser verdadeiramente estáticos.

## Leitura recomendada
- Principles of Quantum Mechanics by R. Shankar, Plenum Press. (em inglês)